# Ely Culbertson
Elie Almon Culbertson, detto Ely (Vărbilău, 22 luglio 1891 – Brattleboro, 27 dicembre 1955), è stato un giocatore di bridge statunitense, artefice della diffusione del bridge negli Stati Uniti.

## Biografia
Ely Culbertson nacque in Romania da Almon, ingegnere minerario, e dalla sua moglie russa Xenya Rogoznaya. Frequentò l'École des Sciences Économiques et Politiques alla Sorbona, e l'Università di Ginevra. Durante la sua formazione evidenziò un grande talento per le lingue: parlava infatti fluentemente il russo, l'inglese, il francese, il tedesco, lo spagnolo e il ceco, sapeva leggerne altre cinque, e conosceva il latino e il greco classico. Nonostante l'educazione ricevuta, si rivelò essere un grande autodidatta.
Dopo la Rivoluzione russa, Culbertson visse a Parigi e in altre città europee per quattro anni, sfruttando le sue abilità di giocatore di carte. Nel 1921 si spostò negli Stati Uniti, guadagnandosi da vivere giocando e vincendo ad Auction Bridge e a poker. Due anni dopo, sposò a Manhattan Josephine Murphy Dillon, insegnante di Auction Bridge e giocatrice di successo. Dopo il matrimonio, entrambi ebbero successo sia come giocatori che come insegnanti.
Gradualmente, il nuovo Contract Bridge iniziò a soppiantare l'Auction Bridge, e Culbertson colse così l'occasione per affermarsi: pianificò una massiccia campagna pubblicitaria presentandosi come maestro nel nuovo gioco. In qualità di giocatore, organizzatore, teorico, editore di riviste, e team leader, fu una figura chiave per la diffusione del Contract Bridge negli anni trenta.